# 4 Minutes
«4 Minutes» — literalment en català «quatre minuts» — és una cançó de l'artista nord-americana Madonna composta per al seu onzè àlbum d'estudi, Hard Candy. Es va llançar com el principal senzill de l'àlbum el 17 de març de 2008. Originalment coneguda com «4 Minutes to Save the World» («Quatre minuts per salvar al món»), hi existeix un sentit d'urgència per salvar el planeta de la destrucció i es mostra com es pot gaudir durant el procés. Segons Madonna, es va inspirar en el documental I Am Because We Are (2008)
La cançó també és interpretada pels músics nord-americans Justin Timberlake i Timbaland. Amb el seu pols accelerat i el seu estil de hip-hop urbà, incorpora a més tambors de bhangra tocats per Timbaland. La instrumentació inclou instruments de vent-metall, sirenes i esquellots. La lletra transmet un missatge de conscienciació social, inspirat en la visita de la cantant a Àfrica i el patiment del qual va ser testimoni.
«4 Minutes» va rebre lloances de molts crítics. Alguns han notat, no obstant això, que Timberlake s'hi destaca més que Madonna. Va aconseguir èxit internacional, on va arribar al primer lloc de les llistes en vint-i-un països. Als Estats Units, «4 Minutes» va ocupar el tercer lloc al Billboard Hot 100 i per aquesta cançó Madonna va obtenir el seu 37è senzill a ingressar a un Top 10 i va trencar el rècord establert per Elvis Presley amb «Hound Dog»/«Don't Be Cruel»
En el seu vídeo promocional Madonna i Timberlake canten i fugen d'una pantalla negra geganta que devora tot al seu pas. Al final, tots dos són consumits per aquesta força. La cantant la va interpretar durant la seva gira promocional de Hard Candy i durant la gira Sticky & Sweet Tour. En aquest últim, la cançó obria el segment de rave, on feia servir un vestit robòtic i futurista. Justin Timberlake i Timbaland hi apareixien en pantalles per cantar les seves parts. La cançó va rebre dues nominacions als premis Grammy en la categoria de millor col·laboració pop vocal i millor enregistrament remesclada, no clàssica.

## Composició i inspiració

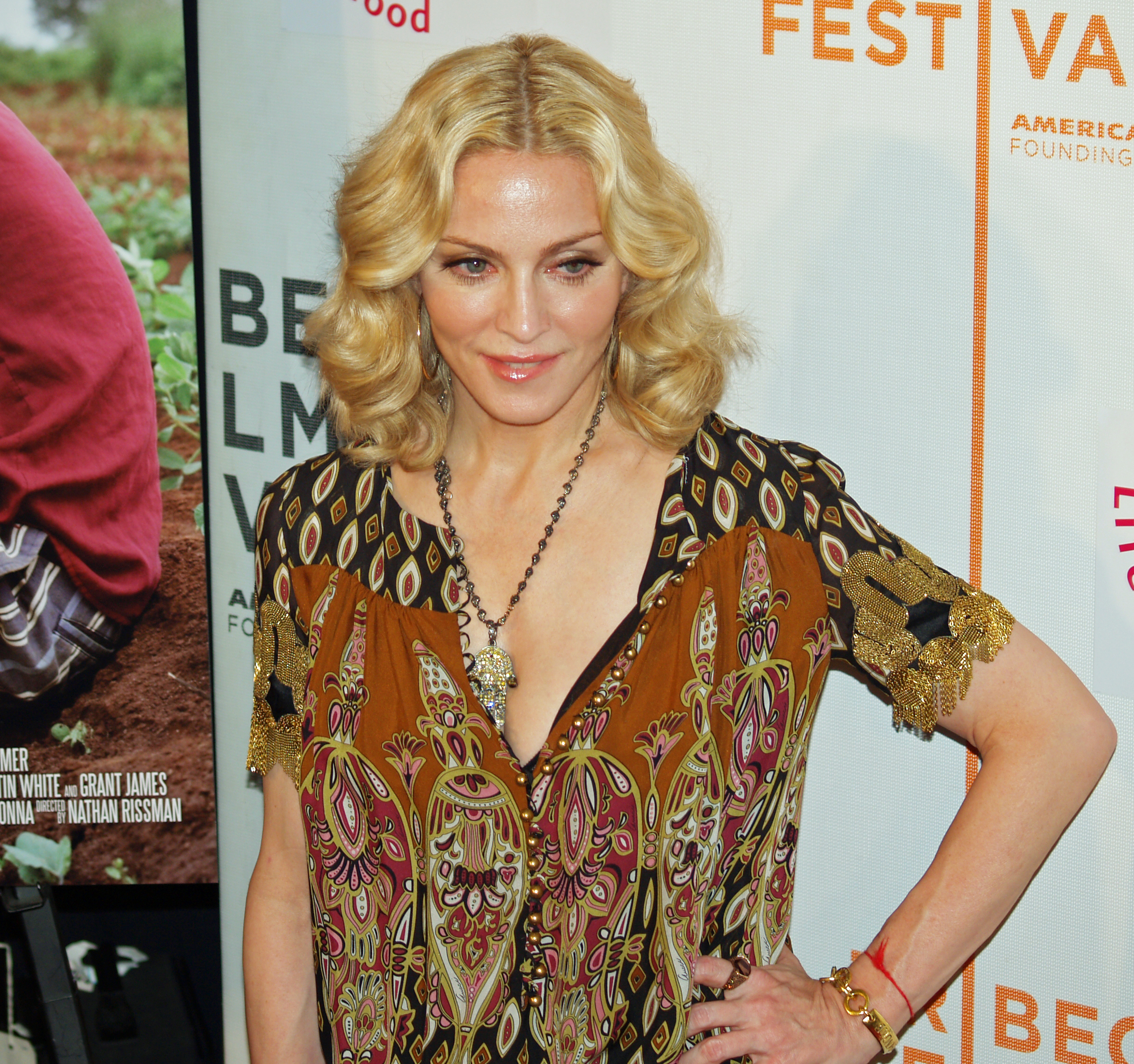
Madonna va afirmar que la cançó es va inspirar en el documental I Am Because We Are (2008).

En «4 Minutes» van col·labora Madonna, Justin Timberlake i Timbaland. La cançó, originalment anomenada «4 Minutes to Save the World», va ser l'última que es va compondre per l'àlbum Hard Candy. A més, es va gravar el 2007 als Sarm Studios de Londres i The Hit Factory Criteria a Miami. En una entrevista amb MTV, va dir que el concepte central de la cançó es va desenvolupar durant converses amb Timberlake. Més tard, va explicar-ne el significat.
Ingrid Sischy, de la revista Interview, opina que la cançó és una balada per al món, que alhora conté «els sons d'una gran banda de marxa». Madonna va coincidir amb Sischy i va dir que la cançó va inspirar la seva documental I Am Beacuse We Are, que tracta el sofriment i la falta de menjar de la nació africana de Malawi.

## Estructura
«4 Minutes» és una cançó de pols accelerat, composta en un estil de hip-hop urbà. Incorpora efectes de sons greus que emulen una banda de marxa, un ritme estrident i instrumentació de vent-metall que interpreta un ostinato de notes agudes.S'hi fa servir també sirenes i esquellots. Segons la partitura publicada a Musicnotes, la cançó està escrita en la tonalitat de sol menor, té un compàs de 3/4 i s'interpreta en un tempo de 115 pulsacions per minut. Els tambors de bhangra de Timbaland es poden apreciar al començament i al final de la cançó. El registre de Madonna i Timberlake abasta quatre octaves en total, des de fa3 a si♭5. La progressió d'acords bàsica consisteix en re-sol-do-fa-si♭-
La lletra presenta un missatge de conscienciació social, inspirat en la visita de Madonna a Àfrica i en el sofriment humà del qual va ser testimoni. Jon Pareles de The New York Times va escriure que «encara que la cançó sona com si quatre minuts fos el temps que requereix una cançó per ser un èxit pop garantit o per fer alguna cosa ràpidament; en realitat, es tracta de l'única cançó de l'àlbum Hard Candy que posseeix un missatge de conscienciació social». El so del moviment de les agulles del rellotge, cap al final de la cançó, emfatitza això. Sobre el vers Sometimes I feel what I need is a you intervention («de vegades sento que necessito una intervenció de la teva part»), Madonna va dir que significa que «de vegades penso que necessites salvar-me». Segons Michael Jo, director del Top 40 de l'emissora WHYI: «Treballes amb Justin Timberlake, el major artista del moment i després treballes amb Timbaland, el millor productor del moment. Com pots fer una mala cançó? És una combinació en la qual no pot sortir res malament».

## Recepció de la crítica

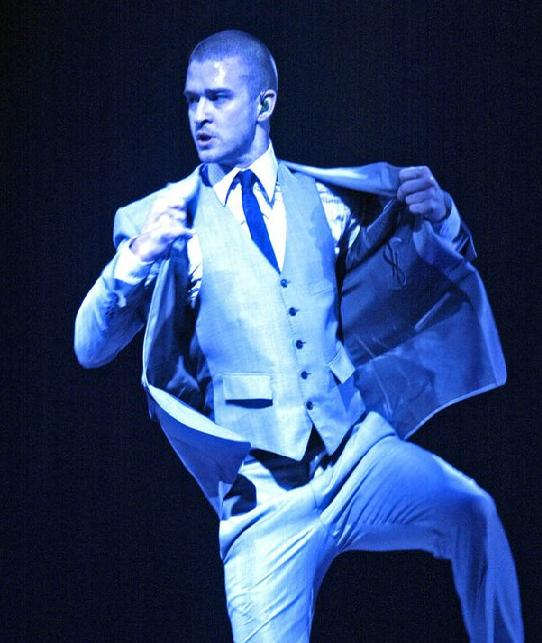
La crítica de Allmusic va considerar que Justin Timberlake va ser un artista més destacat que Madonna en el senzill.

La cançó va rebre crítiques positives. Caryn Granz, de la revista nord-americana Rolling Stone la va descriure com a posseïdora de «una estètica de banda marcial, com així d'una explosiva instrumentació de vent-metall que interpreta un ostinato similar a una escala». A més, la va classificar com «un tema fort, carregat, enèrgic», comparant la veu de Timberlake amb la de Michael Jackson. L'editor i crític musical de Billboard, Chuck Taylor, va expressar que amb la cançó, Madonna «està a punt d'aconseguir el seu primer senzill a entrar a un Top 10 des de "Hung Up". […] existeix una lletja acomulació en la sobrecarregada cançó […] però la tornada cantada entre Madge i Justin de We'veu only got four minutes to save the world ("Només tenim quatre minuts per salvar el món") és prou atrapant per a vendre-la». Va afegir que «4 Minutes» defineix com tot un esdeveniment en termes d'enregistrament «entre super poderosos [Madonna i Timberlake] que no solament són igual d'importants, sinó que sonen com una colla junts». Mark Savage de la BBC va descriure el seu so com «tan futurista que podria realment haver-se transmès des de la fi del món». Andy Gill de The Independent va identificar «4 Minutes» com un dels aspectes que rescaten a Hard Candy. Va comentar que «la banda marcial de dimarts de Carnestoltes lluint-se bulliciosament» és una de «les ofertes més ambicioses de l'àlbum». Joey Guerra del Houston Chronicle va comparar el tema amb els de Nelly Furtado i va opinar que es tractava de «una oferta per a la radiotransmissió»
Segons Sal Cinquemani, de la revista Slant, és una «publicitat descarada de la resta de l'àlbum». Chris Willias de Entertainment Weekly la va valorar com «un duo ligón». Ben Thompson de The Guardian va expressar: «Posseeix un sentit de les preocupacions [diàries] al que és difícil fugir. [Està cantada] sense esforç, de vegades brillantment». Joan Anderman de The Boston Globe va opinar que «la cançó és una cosa segura, [destinada] a arribar pel cap alt de les llistes a causa del seu poder pur com al seu atractiu musical i en la vespra del 50º aniversari de Madonna […] "4 Minutes" se sent com un regal a si mateixa». No obstant això, va reconèixer que «el canvi en l'estructura de poder [es fa] més evident en "4 Minutes", on Madonna sona com una convidada especial tractant de mantenir el ritme amb els colossals tambors de Timbaland i l'àgil melodia de Timberlake». Freedom du Lac, del Washington Post, va elogiar la cançó per ser carregada i estrident. Va comentar: «Propulsada pel ritme d'una detonant banda de marxa, […] és una de les coses més excitants que Madonna hagi fet en aquesta dècada». Stephen Thomas Erlewine d'Allmusic va lloar la melodia i l'atractiu del ritme, però es va desil·lusionar pel fet que la veu de Madonna «desapareix per l'acompanyament grinyolant de sintetitzador de quatre notes de Timbaland —la qual cosa no hagués estat tan dolent si el tema hagués estat més fresc i la totalitat de l'empresa no haguera estat tan mecànica i falta d'alegria».
En la 51a edició dels premis Grammy, Madonna, Timberlake i Timbaland van rebre una nominació en la categoria de millor col·laboració pop vocal per la cançó. El remix del músic neerlandès Junkie XL també va rebre una nominació, en la categoria de millor enregistrament remesclada, no clàssica.

## Assoliments en les llistes

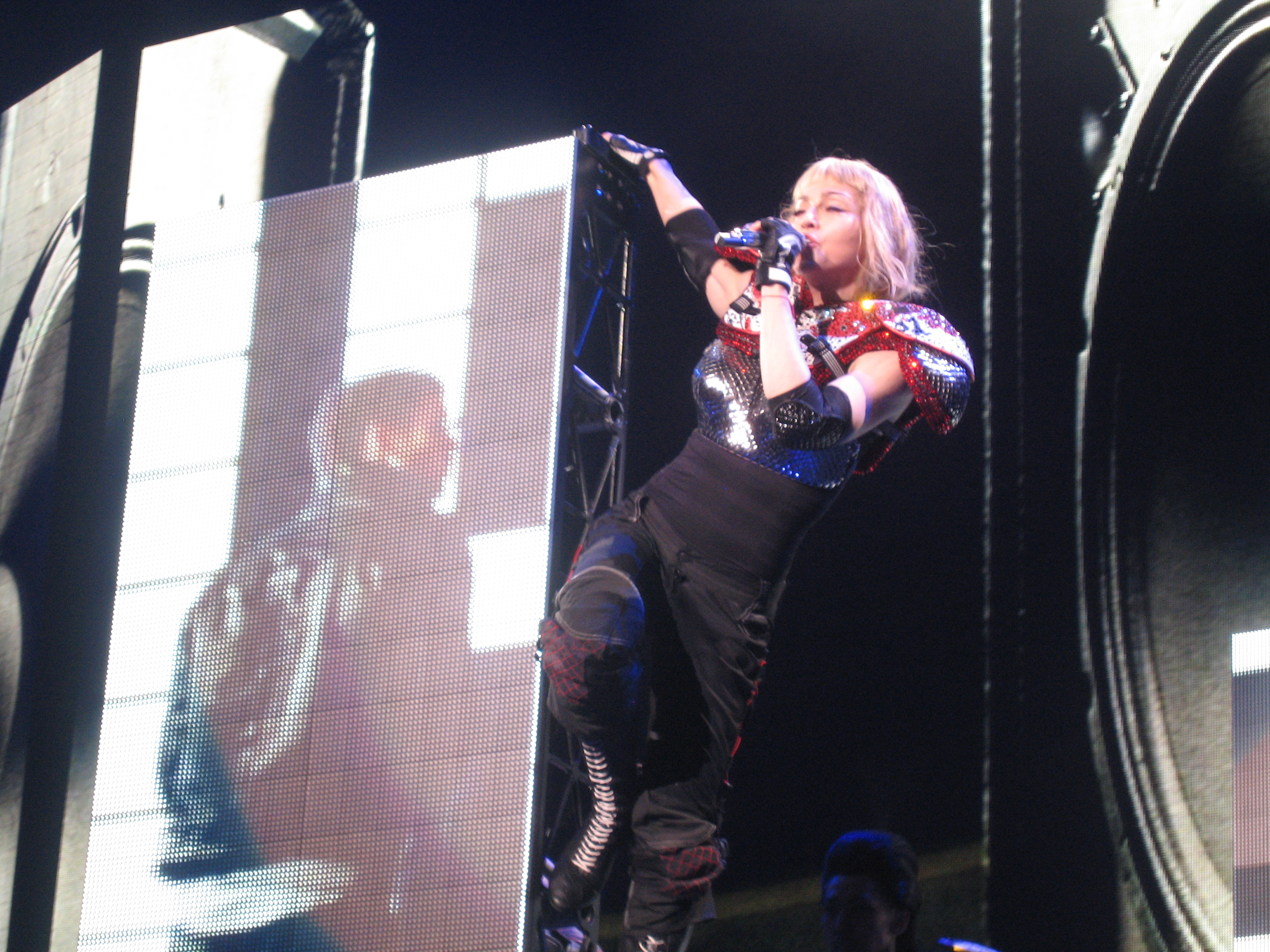
Madonna interpretant la cançó durant una presentació de la gira Sticky & Sweet Tour.

Als Estats Units, «4 Minutes» va debutar en el número seixanta-vuit de la llista d'èxits Billboard Hot 100 de l'exemplar de la revista del 5 d'abril de 2008, que en aquest cas es va basar únicament en les emissions radiofòniques. En una setmana, la cançó va grimpar seixanta-cinc llocs, on va aconseguir el tercer lloc de la llista. Aquest salt va ser estimulat per les vendes digitals de la seva primera setmana, que van ascendir a 217 000, la qual cosa va fer que ingressés al segon posat en la llista Digital Songs, darrere del senzill de Mariah Carey «Touch My Body». La cançó va arribar a ser el seu primer senzill a entrar a un Top 10 des de l'anterior «Hung Up» (2005) i va ser el seu 37è senzill a entrar al Top 10 de les llistes de Billboard i va trencar el rècord establert per Elvis Presley amb el seu tema «Hound Dog/Don't Be Cruel». «4 Minutes» va esdevenir el senzill de Madonna que va aconseguir el lloc més alt en la llista de Billboard des que «Music» va arribar a la primera posició en 2000. A més, va ser el novè senzill de Timberlake a ingressar a un Top 10. En la llesta Pop 100, la cançó va aconseguir el segon lloc. Fins i tot, va ser un èxit a les llistes de música dance, car va aconseguir el primer lloc en Dance/Club Play Songs i Hot Dance Airplay. Quatre mesos després del seu llançament, «4 Minutes» va rebre un doble disc de platí, atorgat per la Recording Industry Association of America per haver venut dos milions de còpies en format digital. Cap a juliol de 2012, havia venut un total de tres milions de còpies en aquest format als Estats Units. «4 Minutes» va ser la desena cançó més descarregada als Estats Units en 2008, segons Nielsen SoundScan. A Canadà, la cançó va debutar en el lloc 27 i va aconseguir el primer lloc la setmana següent. En total, va estar nou setmanes no consecutives en el primer lloc de la llista
«4 Minutes» va ser fins i tot un èxit a Austràlia i Nova Zelanda. La cançó va debutar en el tercer lloc en les llistes australianes i va ascendir al número u dues setmanes després, on va romandre tres setmanes consecutives. En aquest país, va rebre un disc de platí atorgat per l'Australian Recording Industry Association per haver venut 70 000 còpies. A Nova Zelanda, «4 Minutes» va debutar en el lloc 14 en les llistes d'aquest país i va ascendir al tercer lloc. Va obtenir un disc d'or atorgat per la Recording Industry Association of New Zealand per la venda de 7500 còpies.
«4 Minutes» va debutar en la UK Singles Chart en el setè lloc, basant-se només en les vendes de còpies en format digital. La cançó va esdevenir el 16è senzill a ingressar a un Top 10 en el Regne Unit. Va ascendir al primer lloc de la llista el 20 d'abril de 2008, tornant-se el 13è senzill de Madonna a arribar al primer lloc en el Regne Unit. Ella va esdevenir l'artista femenina amb major quantitat de senzills "número u" en la història de les llistes britàniques. Kylie Minogue figura en segon lloc, amb set senzills d'aquestes característiques. Segons The Official UK Charts Company, la cançó va vendre en total 475 000 còpies allí. «4 Minutes» va estar en el primer lloc de la llista de Billboard European Hot 100 Singles durant quatre setmanes. En total, la cançó va aconseguir el primer lloc en vint-i-un països en l'àmbit internacional. Bill Lamb, d'About.com, va col·locar al tema en el tercer lloc en Top 40/Pop de la cantant.

## Vídeo promocional

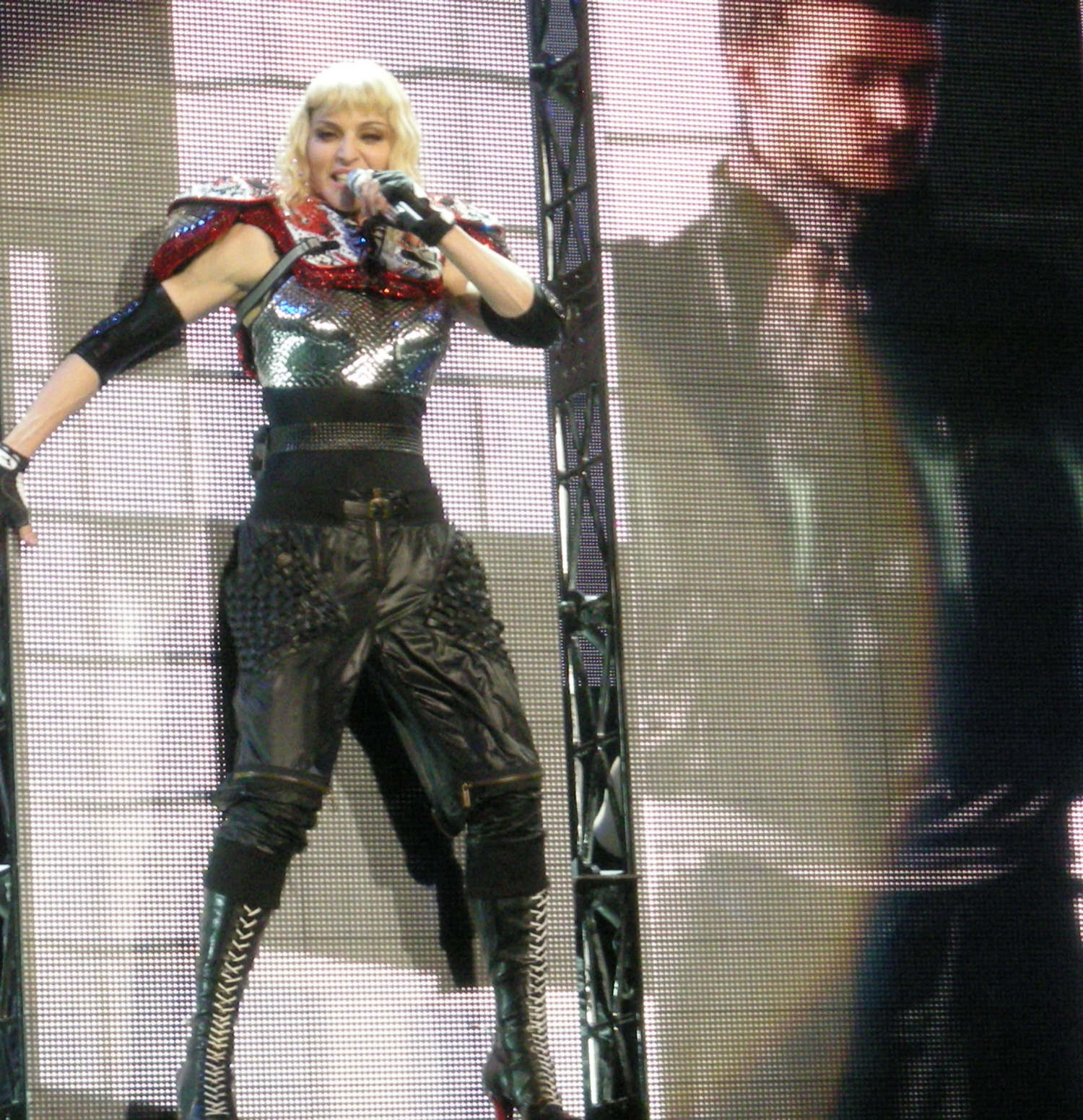
Madonna durant la seva gira Sticky & Sweet Tour. En les pantalles de fons es pot veure a Timberlake, qui també va participar en el video musical de la cançó.

El duo francès Jonas & François va dirigir el vídeo, mentre que Jamie King —qui havia treballat amb Madonna en la seva gira Confessions Tour, Re-Invention World Tour i Drowned World Tour i en 2006 va dirigir el vídeo per al seu senzill «Sorry»— va realitzar la coreografia-. El duo de ballarins de hip-hop japonès Hamutsun Serve també va fer una aparició aquí. Abans del seu llançament, la revista Rolling Stone va afirmar que en el vídeo, Madonna i Timberlake fan de superherois, superant obstacles físics. En ell, ella va usar una cotilla color crema i va lluir botes negres i el cabell solt i ondat; mentre que Timberlake va usar bàsicament pantalons vaquers i una bufanda al voltant del seu coll. Quant a la idea darrere del vídeo, Madonna va dir que «va ser conceptual». Va explicar que el vídeo es va filmar com si fos una desfilada: «És un moviment, volem portar a tothom amb nosaltres». Sobre la idea de la pantalla que devora tot, va afirmar que:
El vídeo va utilitzar un focus suau, llum delicada i aerografia sobre la imatge de Madonna. Comença amb Timbaland cantant el primer vers, d'esquena a un cronòmetre gegant en una pantalla que fa un compte regressiu començant en quatre minuts. Mentrestant, una pantalla negra amb figures geomètriques apareix des de darrere i comença a engolir tots els dispositius musicals presents. Madonna i Timberlake ingressen a una casa, però l'abandonen en veure a la pantalla negra allí, qui comença a devorar als habitants de la casa, mostrant l'interior del seu cos. Després d'uns plànols de Madonna i Timberlake saltant sobre una sèrie d'actuacions al costat del duo Hamutsun Serve, arriben finalment a un supermercat. La pantalla els segueix, mentre ingereix les góndoles i la gent que es troba allà. Mentre comença la segona tornada, arriben a l'escenari en el qual Timbaland estava cantant. Després d'una coreografia, els cantants es retiren a mesura que una paret es descorre, mentre el comptador arriba a zero. L'últim so del moviment de les agulles del rellotge és clarament audible, Madonna i Timberlake ballen en un escenari més ampli alhora que la pantalla negra s'apropa pels costats. El vídeo acaba amb ells enfrontats i la pantalla devorant-los. En els dos últims plànols, es poden veure les costelles i vísceres de Timberlake i les galtes de Madonna. Quant al vídeo, Madonna va dir que va ser com «les gometes Goody», referint-se a la temàtica de l'àlbum, relacionada amb les llaminadures. El New York Times va qualificar el vídeo de «palpitant» i ho va comparar amb els de «Thriller», «In the Air Tonight» i «Shadows of the Night». No obstant això, van comentar que en el vídeo no es mostra una Madonna tan innovadora, si es compara amb les seves vídeos de la dècada de 1980. La cantant Miley Cyrus va crear la seva pròpia versió del mateix i la va pujar al seu canal de YouTube. Madonna li va respondre i va comentar: «Tota la gent que fa vídeos del meu nou senzill, "4 Minutes", segueixin així, bon treball». La hi va mostrar netejant l'escenari del vídeo en el seu següent senzill «Give it 2 me». «4 Minutes» va rebre una nominació en els premis MTV de 2008 en la categoria de millor coreografia en un vídeo, però va perdre davant el senzill de Pussycat Dolls "When I Grow Up"

## Presentacions en viu i altres versions

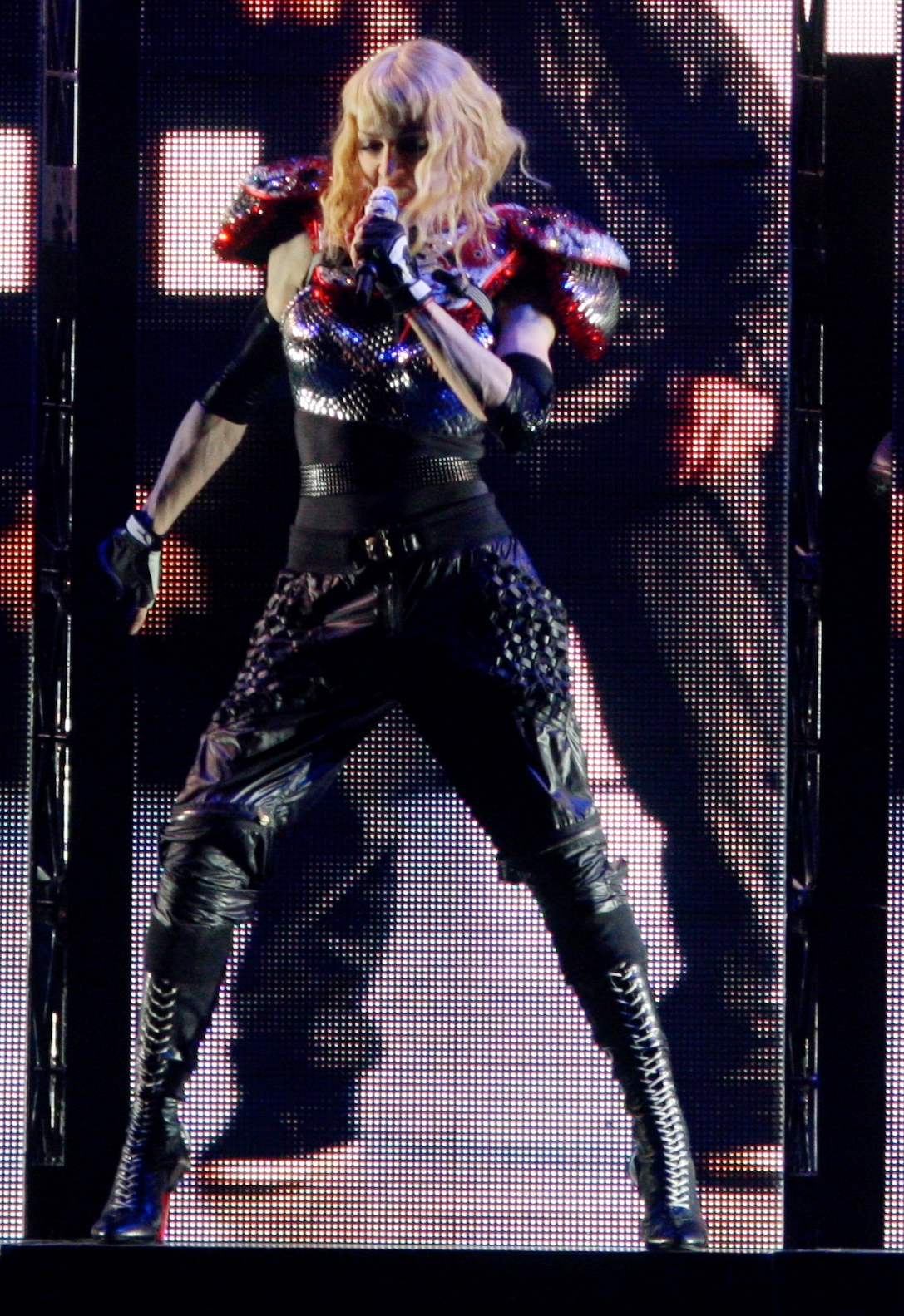
Madonna interpretant la cançó amb un vestit futurista.

La cançó es va interpretar durant la gira promocional de Hard Candy. En aquest moment, era la tercera cançó que es tocava. En ella, la cantant usava un vestit negre i brillant, pantalons d'Adidas i botes amb taló alt i cordons. Timberlake es va presentar al costat de Madonna, en el Roseland Ballroom a Nova York per interpretar-la. Quan Timbaland va aparèixer en les quatre pantalles, la cançó començava. Aquestes van començar a lliscar-se sobre l'escenari, per deixar a Timberlake enrere d'una i a Madonna, de l'altra, els qui van interpretar la cançó realitzant una dansa similar a la del vídeo. Quan la cançó va finalitzar, la cantant ho va empènyer contra una paret. En la gira Sticky & Sweet Tour, «4 Minutes» marcava l'obertura del segment de «rave futurístic amb influència japonesa». Durant aquest segment, Madonna usava un vestit robòtic i futurista dissenyat per Heatherette. Ho solia combinar amb plaques metàl·liques en les seves espatlles i usava el pèl llarg i enrolador. Madonna i els seus ballarins apareixien des dels telons de fons, així com Timberlake i Timbaland, per cantar les seves parts. Va sobrevenir després un duo entre tots dos, amb Timberlake cantant i ballant des de les pantalles. No obstant això, es va presentar en persona en el seu recital del Dodger Stadium a Los Angeles el 6 de novembre de 2008. Aquí, Britney Spearsva cantar amb Madonna «Human Nature». Es va interpretar «4 Minutes» allí amb vestits similars als de la gira promocional. Timbaland va interpretar en persona la cançó durant el recital en el Dolphin Stadium a Miami. La cançó s'incloïa dins del popurrí de cançons i vídeos entre els quals s'incloïen «The Sweet Machine», la remescla de «Rain» i «Get Stupid». Aquest últim és un vídeo que retrata gent amb bones i males intencions, en el qual es juxtaposa a John McCain amb Hitler i Mohandas Gandhi amb Mahatma Gandhi. A més, la hi va usar durant la interpretació de cançons com «Candy Shop», «Vogue» i «Hung Up». «4 Minutes» va aparèixer en una introducció de «Turn Up the Radio» —del seu àlbum MDNA (2012)— en el seu gira The MDNA Tour del mateix any; amb «Holiday», «Into the Groove», «Lucky Star», entre d'altres.
«4 Minutes» va ser a més va ser una de les cançons que van figurar en la sèrie Glee durant l'episodi del 20 d'abril de 2010 anomenat «The Power of Madonna». El personatge interpretat per Chris Colfer, Kurt Hummel, va cantar les parts de la nord-americana, mentre que Mercedes Jones (Amber Riley) va interpretar les de Timberlake. La cançó s'interpreta durant la rutina d'exercicis d'un dels grups, acompanyat per la banda escolar. A més, va figurar en els crèdits de la pel·lícula de 2008 Superagente 86.

## Crèdits
- Madonna: composició, veu, harmonies vocales, producció[2]
- Justin Timberlake: composició, veu, producció
- Timbaland: composició, veu, producció, tambors de bhangra
- Danja: composició, producció, teclat
- Demacio «Demo» Castellon: programació
- Ron Taylor: edició digital
- DJ Demo: scratch

## Dates de llançament
| País         | Data               | Format                         |
| ------------ | ------------------ | ------------------------------ |
| Austràlia    | 17 de març de 2008 | Descàrrerga digital            |
| Austràlia    | 8 d'abril de 2008  | Descàrrega digital (remescles) |
| Austràlia    | 19 d'abril de 2008 | CD                             |
| Regne Unit   | 17 de març de 2008 | Descàrrega digital             |
| Regne Unit   | 21 d'abril de 2008 | CD                             |
| Regne Unit   | 2 de juny de 2008  | 12"                            |
| Estats Units | 25 de març de 2008 | Descàrrega digital             |
| Estats Units | 15 d'abril de 2008 | Descàrrega digital (remescles) |
| Estats Units | 29 d'abril de 2008 | CD                             |
| Alemanya     | 11 d'abril de 2008 | CD                             |
| França       | 14 d'abril de 2008 | CD                             |